# Dora Baret
Dora Carmen Barrera (Ciudad de Buenos Aires, Argentina; 7 de julio de 1940), más conocida como Dora Baret, es una primera actriz argentina con gran trayectoria en cine y televisión.

## Carrera
Realizó sus estudios en la escuela Espíritu Santo del barrio Floresta y en el Colegio Nacional de Comercio N.º 19 del barrio de Caballito, que luego abandonó para continuar con la actuación. 
Inició su carrera cinematográfica en 1958 en La venenosa, de Miguel Morayta Martínez, donde actuó como extra. 
Participó en 32 películas, entre ellas Dar la cara, Intimidad de los parques, La Mary, Proceso a la infamia, Queridas amigas, entre otras. A principios de los años 1960 hizo papeles secundarios en películas de directores como José Martínez Suárez y Leopoldo Torre Nilsson. Su primer protagónico lo realizó en Intimidad de los parques. Tuvo sus trabajos más recordables en las décadas de 1970 y 1980. 
Por su labor en Los gauchos judíos fue elegida Mejor Actriz por La Prensa Latina de Nueva York. 
En 1980 actuó en ¿Qué es el otoño? y fue elegida Mejor Actriz por su labor en Mis días con Verónica. 
Realizó sus mejores interpretaciones en Queridas amigas y Sofía. 
Entre sus maestros se encuentran Hedy Crilla, Agustín Alezzo y Juan Carlos Gené. 
También participó en teatro, en obras como Invitación al castillo de Jean Anouilh, La novia de los forasteros, Tres buenas mujeres, El nuevo mundo, entre otras y en televisión en ciclos como Alta comedia, Bianca, Agustina, Romina, entre otras.
En Celeste dio vida a Teresa Visconti, la villana principal de la historia, que fue un personaje que quedó para el recuerdo en el público por cómo hizo sufrir a Celeste,y además por dicho personaje Aptra la premio con un merecidisimo Martin Fierro, como mejor actriz de reparto. Algunas madres sí que en verdad eran terribles; le robó el hijo a Celeste para dárselo a su hija Rita, sin importarle que fuera su propio nieto; torturaba a su marido ocultándole el nombre del verdadero padre de sus hijos, provocó su muerte luego de haberle causado una parálisis; se acostaba con el esposo de su mejor amiga; enloquecía gradualmente a su hija que acababa la telenovela creyendo ser su propia madre. Más adelante retoma su personaje en Celeste siempre Celeste donde el odio y rencor de Teresa llega al punto de ordenar el secuestro y asesinato de su nuera Celeste a su amante, a quién más adelante lo mata.[cita requerida]
En 1996 actuó en un éxito "Flores de Acero " la primera versión  junto a Aida Luz, Fernanda Mistral, Carolina Papaleo, Paola Krum y Norma Pons.
En 2006 volvió a la televisión para participar en el capítulo Mónica, acorralada de la serie Mujeres asesinas.
En 2008 fue nominada al premio Martín Fierro por su labor en Son de fierro. En abril de 2009 fue protagonista del filme Aporía, del director Rodolfo Carnevale, un drama ambientado en los años 1930-1950 donde encarna al personaje de "Amapola", con guion del escritor Nicolás Manservigi. Por este trabajo, fue premiada como "Mejor actriz extranjera" en el New York Independent Film Festival. 
En 2012 participó en la película El pozo de Rodolfo Carnevale, mientras continuaba con la docencia en el Actors Studio Teatro.
Estuvo casada con Carlos Gandolfo y sus hijos son el actor Matías Gandolfo y el (Mago) Emanuel.

## Filmografía
| Año  | Título                                           | Personaje                   | Notas                    |
| ---- | ------------------------------------------------ | --------------------------- | ------------------------ |
| 2019 | Soy lo que quise ser. Historia de un joven de 90 | Ella misma                  | Documental               |
| 2012 | El pozo                                          | Amanda                      |                          |
| 2011 | La señora Lambert                                | Silvia Lambert              |                          |
| 2009 | Aporía                                           | Amapola                     | Cortometraje             |
| 2009 | Danza porca                                      | Memé                        |                          |
| 2006 | Chile 672                                        | Madre de Silvia             |                          |
| 2000 | Casanegra                                        | Irene                       |                          |
| 1998 | Cómplices                                        | Clara                       |                          |
| 1995 | Facundo, la sombra del tigre                     | Dolores Fernández           |                          |
| 1993 | Funes, un gran amor                              | Sofía                       |                          |
| 1992 | La pluma del ángel                               | Virginia                    |                          |
| 1990 | Flop                                             | Teresa                      |                          |
| 1989 | Canto del corral                                 | Josefa                      |                          |
| 1987 | Sofía                                            | Sofía                       |                          |
| 1986 | Sobredosis                                       | Clara                       |                          |
| 1986 | Seré cualquier cosa, pero te quiero              | Nélida                      |                          |
| 1985 | El caso Matías                                   | Dra. Mónica                 |                          |
| 1984 | Darse cuenta                                     | Delia                       |                          |
| 1984 | Gracias por el fuego                             | Susana de Budiño            |                          |
| 1983 | Tina en la vida                                  | Luisa                       |                          |
| 1981 | Sentimental (Requiem para un amigo)              | María Paula                 |                          |
| 1981 | Fiebre amarilla                                  | Herminia                    |                          |
| 1980 | Queridas amigas                                  | Isabel                      |                          |
| 1979 | Mis días con Verónica                            | Verónica                    |                          |
| 1978 | Allá lejos y hace tiempo                         | Victoria                    |                          |
| 1976 | ¿Qué es el otoño?                                | María Luisa                 |                          |
| 1975 | La hora de María y el pájaro de oro              | María                       |                          |
| 1974 | Proceso a la infamia                             | Secretaria de Santana       |                          |
| 1974 | Los gauchos judíos                               | María Angélica Escalada     |                          |
| 1974 | La Mary                                          | Sofía                       |                          |
| 1973 | Proceso a una mujer libre                        | María                       | Película para televisión |
| 1972 | El alma encantanda                               | Ana "Anita"                 | Película para televisión |
| 1971 | El ángel de la muerte                            | Grazia Juárez               | Película para televisión |
| 1969 | La mochila ilegal                                | Falsificadora de documentos | Cameo                    |
| 1968 | Turismo de carretera                             | Paula                       |                          |
| 1967 | Soluna                                           | Marina                      |                          |
| 1965 | Intimidad de los parques                         | Teresa                      |                          |
| 1963 | La terraza                                       | Valeria                     |                          |
| 1963 | Testigo para un crimen                           | Matilde                     |                          |
| 1962 | Dar la cara                                      | Ana "Anita"                 |                          |
| 1960 | Tu dios no es mi dios                            | Carla Oromi                 | Cortometraje             |
| 1958 | La venenosa                                      | Marcela                     |                          |
| 1958 | Una cita con la vida                             |                             | Debut cinematografíco    |

## Televisión
| Año     | Título                                 | Personaje                       |
| ------- | -------------------------------------- | ------------------------------- |
| 1956    | Los cantos para la patria              |                                 |
| 1957    | Huracan                                | Rita Chavéz                     |
| 1958    | Mi gran epoca                          | Leticia "Leti"                  |
| 1958    | Una cancion en el bar                  | Leticia "Leti"                  |
| 1959    | Miserables                             | Eponina Thenardier              |
| 1960    | La noche de princesa                   | Anastasia Tremaine              |
| 1961    | El profesor Lauro                      | Jorgelina                       |
| 1962    | El dicho sobre el amor                 | Mariana Palacios                |
| 1963    | El sátiro                              | Claudia                         |
| 1964    | Dicha robada                           | Leonora                         |
| 1966    | Cuatro hombres para Eva                | Dora                            |
| 1966    | Mi hombre el criminal                  | Mónica                          |
| 1967    | La venganza                            | Natalia Montenegro              |
| 1968    | Adorable profesor Aldao                | Paola Castro                    |
| 1968    | Su comedia favorita                    | Varios                          |
| 1968    | 0597 da ocupado                        | Magdalena                       |
| 1969    | Sátiro                                 | Claudia                         |
| 1970    | Condor Cinco                           | Inés Lédesma                    |
| 1970    | El retrato de Dorian Gray              | Syvil Veiner                    |
| 1971    | Alta comedia                           | Dolores                         |
| 1971    | Teatro 13                              | Varios                          |
| 1972    | La Novela Mensual                      | Varios                          |
| 1972    | La Novela semanal                      | Varios                          |
| 1972    | La Novela continua                     | Varios                          |
| 1972    | Persona                                | Varios                          |
| 1972    | La buena gente                         | Alicia Dumas                    |
| 1973    | El exterminador                        | Beatriz "Bety" Quiroz           |
| 1973    | El barón de Brankován, El exterminador | Beatriz "Bety" Quiroz           |
| 1973    | Plantea 7                              | Dora / Carola                   |
| 1973    | El bastardo                            | Cecilia                         |
| 1974    | Vermouth teatro Argentino              | Varios                          |
| 1974    | El teatro de Jorge Salcedo             | Varios                          |
| 1974    | Todos nosotros                         | Micaela Matanzí / Paula         |
| 1975    | Juan del Sur                           | María                           |
| 1977    | Jörg Preda berichtet                   | Juana "Juanita" Ramírez         |
| 1978    | Cita con la muerte                     | Elena                           |
| 1979    | La posada del sol                      | Victoria Escobedo               |
| 1980    | Agustína                               | Agustína                        |
| 1980    | Bianca                                 | Bianca                          |
| 1980    | Romina                                 | Romina de Guílman               |
| 1980    | Casa de muñecas                        | Nora                            |
| 1982    | Los especiales de ATC                  | Varios                          |
| 1982    | Noche estelar                          | Mercedes                        |
| 1984    | Tal como somos                         | Varios                          |
| 1984    | Situación límite                       | Varios                          |
| 1985    | Mañana sera un dia mejor               | Sofía Ramírez                   |
| 1985    | Capricho                               | Eugenia Bracho de Aranda        |
| 1987    | Ficciones                              | Varios                          |
| 1987    | Cuatro Princesas                       | Delia Higareda                  |
| 1988    | Como la vida misma                     | Martina de Lucero               |
| 1989    | Por amor al arte                       | Eugenia Lugo                    |
| 1990    | De los Apeninos a los Andes            | Alicia                          |
| 1990    | Atreverse                              | Laura "Ep: Damas de otra época" |
| 1991    | Celeste                                | Teresa Visconti vda de Ferrero  |
| 1993    | Celeste siempre Celeste                | Teresa Visconti vda de Ferrero  |
| 1994    | El vuelo del águila                    | Evangelina Vedia de Mitre       |
| 1994-95 | Alta comedia                           | Varios                          |
| 1996    | Sueltos                                | Cynthia                         |
| 2000    | Amor latino                            | Paloma Domeq de Villegas        |
| 2003    | Encubiertos                            | Marta Férnandez                 |
| 2003    | Ensayos                                | Debore / Linda                  |
| 2006    | Mujeres asesinas 2                     | Beba "Ep.: Mónica, acorralada"  |
| 2007-08 | Son de Fierro                          | Matilde "Mimicha" Talamontí     |

## Premios y nominaciones
| Año  | Premio                           | Categoría                   | Programa          | Resultado |
| ---- | -------------------------------- | --------------------------- | ----------------- | --------- |
| 1991 | Premio Konex - Diploma al Mérito | Actriz Dramática Radio y TV | Período 1981-1990 | Ganadora  |
| 1991 | Premio Martín Fierro             | Actriz de reparto           | Celeste           | Ganadora  |
| 2007 | Premio Martín Fierro             | Actriz de reparto           | Son de Fierro     | Nominada  |